# Nat Hentoff
Nathan Irving "Nat" Hentoff (Boston, 10 de junho de 1925 - Nova Iorque, 7 de janeiro de 2017) foi um historiador, escritor, crítico e músico americano. Ele foi colunista da United Media e escrevia regularmente sobre jazz e música country para o The Wall Street Journal.
Hentoff foi um colunista da Down Beat, The Village Voice, JazzTimes, Legal Times, The Washington Post, The Washington Times, The Progressive, Editor & Publisher e Free Inquiry. Ele foi um escritor pessoal para o The New Yorker, e também foi publicado no The New York Times, Jewish World Review, The Atlantic, The New Republic, Commonweal e o italiano Enciclopedia dello Spettacolo.
Hentoff nasceu em Boston, Massachusetts, filho de Lena (Katzenberg) e Simon Hentoff. Graduou-se na Boston Latin School. Ele foi premiado com seu B.A, com as mais altas honras da Northeastern University e fez pós-graduação na Universidade de Harvard. Em 1950, ele era um Fulbright companheiro na Sorbonne, em Paris.

## Livros

### Não-ficções
- "Hear Me Talkin' To Ya", with Nat Shapiro (1955)
- The Jazz Makers, with Nat Shapiro (1957)
- The Jazz Life ISBN 0-306-80088-8 (1961)
- Peace Agitator: The Story of A. J. Muste ISBN 0-9608096-0-0 (1963)
- The New Equality (1964)
- Our Children Are Dying (with John Holt) (1967)
- A Doctor Among the Addicts (1968)
- A Political Life: The Education of John V. Lindsay (1969)
- Journey into Jazz (1971)
- Jazz Is (1976)
- Does Anybody Give a Damn?: Nat Hentoff on Education (Random House; 1977)
- The First Freedom: The Tumultuous History of Free Speech in America (1980)
- American Heroes: In and Out of School (1987)
- John Cardinal O'Connor: At the Storm Center of a Changing American Catholic Church ISBN 0-684-18944-5 (1988)
- Free Speech for Me — But Not for Thee: How the American Left and Right Relentlessly Censor Each Other ISBN 0-06-099510-6 (1993)
- Listen to the Stories: Nat Hentoff on Jazz and Country Music ISBN 0-06-019047-7 (1995)
- Living the Bill of Rights: How to Be an Authentic American ISBN 0-520-21981-3 (1999)
- The War on the Bill of Rights and the Gathering Resistance ISBN 1-58322-621-4 (2004)
- American Music Is (2004)
- Insisting on Life (with Wesley Smith and Maria McFadden) (2005)

### Romances
- Jazz Country (1965)
- Call the Keeper (1966)
- Onwards! (1968)
- I'm Really Dragged But Nothing Gets Me Down (1968)
- This School is Driving Me Crazy (1976)
- Does This School Have Capital Punishment? (1982)
- Blues for Charlie Darwin (1982)
- The Day They Came To Arrest The Book(1983)
- The Man from Internal Affairs (1985)

### Memórias
- Boston Boy: Growing Up With Jazz and Other Rebellious Passions ISBN 0-9679675-2-X (1986)
- Speaking Freely: A Memoir (1997)

### Compilações
- The Nat Hentoff Reader ISBN 0-306-81084-0 (2001)

### Volumes editados
- Hear Me Talkin' to Ya: The Story of Jazz by the Men Who Made It (with Nat Shapiro) (1955)
- Jazz: New Perspectives on the History of Jazz ISBN 0-306-80088-8 (with Albert McCarthy) (1959)
- Black Anti-Semitism and Jewish Racism (1969)